# Psychophora cinderella
Psychophora cinderella is een vlinder uit de familie spanners (Geometridae). De wetenschappelijke naam is voor het eerst geldig gepubliceerd in 2001 door Viidalepp.
De soort komt voor in Europa.